# Kraśne
Kraśne, Kraśne nad Uszą (biał. Краснае, Krasnaje; ros. Красное, Krasnoje) – wieś na Białorusi, w obwodzie mińskim, w rejonie mołodeckim, w sielsowiecie Kraśne, nad Uszą.

## Historia
W okresie Rzeczypospolitej Obojga Narodów Kraśne (Krasne Sioło) było centrum starostwa niegrodowego leżącego do 1793 r. w województwie mińskim. 
W czasach zaborów miasteczko w powiecie wilejskim, w guberni wileńskiej Imperium Rosyjskiego.
W 1859 r. wzniesiono tu cerkiew prawosławną, w kwietniu 1908 roku poświęcono budynek mieszczący kaplicę katolicką i plebanię, a 15 sierpnia 1908 roku rozpoczęto budowę murowanego kościoła katolickiego.
W latach 1921–1945 miasteczko i osada leżały w Polsce, w województwie wileńskim, w powiecie wilejskim, od 1927 roku w powiecie mołodeczańskim, w gminie Kraśne. Siedziba gminy Kraśne.
Według Powszechnego Spisu Ludności z 1921 roku zamieszkiwało tu 1012 osób, 152 były wyznania rzymskokatolickiego, 539 prawosławnego, 2 ewangelickiego a 319 mojżeszowego i zadeklarowały polską przynależność narodową. Były tu 182 budynki mieszkalne. W 1931 w 264 domach zamieszkiwało 1878 osób.
W osadzie w 1931 w 6 domach zamieszkiwało 31 osób.
Wierni należeli do parafii rzymskokatolickiej w Plebanii i prawosławnej w Uszy. Miejscowość podlegała pod Sąd Grodzki w Kraśnem i Okręgowy w Wilnie; właściwy urząd pocztowy mieścił się w Kraśnem.
W wyniku napaści ZSRR na Polskę we wrześniu 1939 miejscowość znalazła się pod okupacją sowiecką. 2 listopada została włączona do Białoruskiej SRR. Od czerwca 1941 roku pod okupacją niemiecką. W 1944 miejscowość została ponownie zajęta przez wojska sowieckie i włączona do Białoruskiej SRR.
Siedziba parafii prawosławnej (pw. Opieki Matki Bożej) i rzymskokatolickiej (pw. Wniebowzięcia Najświętszej Maryi Panny). Znajduje się tu stacja kolejowa Usza na linii Wilno-Mołodeczno-Mińsk.
Stanowiło garnizon macierzysty:
- batalionu KOP „Kraśne” i 8 szwadronu kawalerii KOP[11]
- III batalionu 86 Mińskiego pułku piechoty.